# Gianna D'Angelo
Gianna D'Angelo, nome d'arte di Jane Angelovich (Hartford, 18 novembre 1929 – Mint Hill, 27 dicembre 2013), è stata un soprano statunitense.

## Biografia
Dopo aver studiato alla Juilliard School di New York con Giuseppe De Luca, all'inizio degli anni cinquanta si recò a Venezia dove si perfezionò con Toti Dal Monte, che le consigliò un nome d'arte italiano.
Debuttò nel 1954 alle Terme di Caracalla in Rigoletto, che costituì un titolo fondamentale nella carriera, venendo scritturata in breve tempo in alcuni dei principali teatri italiani (Napoli, Bologna, Firenze) in ruoli di soprano di coloratura. Nel 1956 fece l'unica presenza alla Scala ne Il Crescendo di Cherubini. Iniziò inoltre ad apparire in Europa: Parigi, Glyndebourne (Rosina), Edimburgo (Adina).
Esordì negli Stati Uniti d'America nel 1959 alla Cosmopolitan Opera di San Francisco in Lucia di Lammermoor e, ancora in Rigoletto, nel 1961 debuttò al Metropolitan, dove rimase per otto stagioni esibendosi in opere come La sonnambula, Don Pasquale, Il flauto magico (Regina della notte), Il barbiere di Siviglia, Ariadne auf Naxos (Zerbinetta). Negli Stati Uniti apparve anche a Filadelfia, New Orleans, Houston.
Dopo il ritiro dalle scene nel 1970 insegnò alla Jacobs School of Music dell'università dell'Indiana a Bloomington,  fino al 1997.

## Discografia

### Incisioni in studio
- La bohème (Musetta), con Renata Tebaldi, Carlo Bergonzi, Ettore Bastianini, Cesare Siepi, dir. Tullio Serafin - Decca 1959
- Rigoletto, con Renato Capecchi, Richard Tucker, Ivan Sardi, Miriam Pirazzini, dir. Francesco Molinari Pradelli - Philips 1959
- Il barbiere di siviglia, con Renato Capecchi, Nicola Monti, Giorgio Tadeo, Carlo Cava, dir. Bruno Bartoletti - DG 1960
- I racconti di Hoffmann, con Nicolai Gedda, Elisabeth Schwarzkopf, Nikola Gjuzelev, George London, dir. André Cluytens - HMV 1964

### Registrazioni dal vivo
- Rigoletto, con Aldo Protti, Mario Filippeschi, dir. Rios Reyna - Caracas 1956 ed. GOP
- Rigoletto, con Aldo Protti, Alfredo Kraus, dir. Francesco Molinari Pradelli - Trieste 1961 ed. Movimento Musica/Melodram
- Don Pasquale, con Fernando Corena, Renato Capecchi, Alfredo Kraus, dir. Alberto Erede - Edimburgo 1963 ed. GOP
- Rigoletto, con Cornell MacNeil, Carlo Bergonzi, dir. Nello Santi - Met 1964 ed. Bensar/Opera Lovers
- I puritani (video), con Luciano Saldari, Dino Dondi, Agostino Ferrin, dir. Arturo Basile - Trieste 1966 ed. Hardy Classic (DVD)